# ۹۹۲ (میلادی)
۹۹۲ (میلادی) نهصد و نود و دومین سال تقویم میلادی است.

## درگذشتگان
‎